# Bennie Bellink
Bennie Bellink (9 november 1942) is een voormalig Nederlands voetballer van N.E.C.
Hij was afkomstig van de eigen N.E.C.-jeugdopleiding. Bellink speelde twee wedstrijden in het eerste elftal in de Tweede Divisie: op 27 september 1959 thuis tegen ONA en op 28 mei 1961 uit tegen SV Zeist. Bij zijn eerste wedstrijd was hij pas 16 jaar oud; daarmee is hij tot op heden de jongste debutant voor N.E.C. ooit.
Na afloop van zijn semi-profcarrière voetbalde hij verder bij de N.E.C.-amateurs en De Hazenkamp.